# 3a etapa del Tour de França de 2016
La 3a etapa del Tour de França de 2016 es disputà el dilluns 4 de juliol de 2016 sobre un recorregut de 223,5 km, amb sortida a Granville i arribada a Angers.
El vencedor de l'etapa fou el britànic de l'illa de Man Mark Cavendish (Dimension Data), que s'imposà en un ajustat esprint a l'alemany André Greipel (Lotto Soudal). Aquesta era la vint-i-vuitena victòria d'etapa de Cavendish al Tour de França i amb ella igualava a Bernard Hinault en la segona posició d'aquesta particular classificació, a sis d'Eddy Merckx, que amb 34 té el rècord de victòries.

## Recorregut
Etapa molt llarga i pràcticament plana, amb una sola cota de quarta categoria en el km 25,5. Després de dues etapes per la Manche el Tour pren direcció sud, per arribar a Angers, a la riba del riu Loira.

## Desenvolupament de l'etapa
Etapa disputada a un ritme lent, amb Armindo Fonseca (Fortuneo-Vital Concept) escapat en solitari des de bon començament i que al quilòmetre 25 ja disposava de més d'11 minuts. Les tres primeres hores de cursa es corren a 33,7 km/h. A poc a poc la diferència es va reduint i a manca de 100 quilòmetres sols disposa de 4'20". Sols Thomas Voeckler (Direct Énergie) sembla disposat a trencar la calma i accelera per unir-se a Fonseca a l'altura del quilòmetre 140. Poc després els equips els esprintadors comencen a controlar la cursa, per acabar amb l'escapada quan sols manquin 8 quilòmetres per l'arribada. La victòria d'etapa s'acaba decidint en un esprint molt ajustat, que sols la foto-finish pot treure'n l'entrellat. Finalment Mark Cavendish (Dimension Data) s'imposa a André Greipel (Lotto Soudal) i aconsegueix la vint-i-vuitena victòria d'etapa al Tour, igualant les que va aconseguir Bernard Hinault.

## Resultats

### Classificació de l'etapa
| \| Classificació de l'etapa \| Classificació de l'etapa \| Classificació de l'etapa \| Classificació de l'etapa \| Classificació de l'etapa \| \| Corredor \| Corredor \| Equip \| Temps \| \| \| ------------------------ \| ------------------------ \| -------------------------- \| ------------------------ \| ------------------------ \| \| 1r \| Mark Cavendish \| Dimension Data \| 5h 59' 54" \| \| \| 2n \| André Greipel \| Lotto-Soudal \| + 0" \| \| \| 3r \| Bryan Coquard \| Direct Énergie \| + 0" \| \| \| 4t \| Peter Sagan \| Tinkoff \| + 0" \| \| \| 5è \| Edward Theuns \| Trek-Segafredo \| + 0" \| \| \| 6è \| Sondre Holst Enger \| IAM Cycling \| + 0" \| \| \| 7è \| Marcel Kittel \| Etixx-Quick Step \| + 0" \| \| \| 8è \| Christophe Laporte \| Cofidis, Solutions Crédits \| + 0" \| \| \| 9è \| Daniel McLay \| Fortuneo-Vital Concept \| + 0" \| \| \| 10è \| Dylan Groenewegen \| LottoNL-Jumbo \| + 0" \| \| |                    |                            |            |
| |                    |                            |            |
| Font: ProCyclingStats |                    |                            |            |
| Classificació de l'etapa |                    |                            |            |
| Corredor | Corredor           | Equip                      | Temps      |
| 1r | Mark Cavendish     | Dimension Data             | 5h 59' 54" |
| 2n | André Greipel      | Lotto-Soudal               | + 0"       |
| 3r | Bryan Coquard      | Direct Énergie             | + 0"       |
| 4t | Peter Sagan        | Tinkoff                    | + 0"       |
| 5è | Edward Theuns      | Trek-Segafredo             | + 0"       |
| 6è | Sondre Holst Enger | IAM Cycling                | + 0"       |
| 7è | Marcel Kittel      | Etixx-Quick Step           | + 0"       |
| 8è | Christophe Laporte | Cofidis, Solutions Crédits | + 0"       |
| 9è | Daniel McLay       | Fortuneo-Vital Concept     | + 0"       |
| 10è | Dylan Groenewegen  | LottoNL-Jumbo              | + 0"       |

### Punts atribuïts
| Esprint intermedi Bouillé-Ménard (km 171) |                           |                        |        |
| 1r                                        | Armindo Fonseca (FRA)     | Fortuneo-Vital Concept | 20 pts |
| 2n                                        | Thomas Voeckler (FRA)     | Direct Énergie         | 17 pts |
| 3r                                        | Marcel Kittel (GER)       | Etixx-Quick Step       | 15 pts |
| 4t                                        | Alexander Kristoff (NOR)  | Team Katusha           | 13 pts |
| 5è                                        | Peter Sagan (SVK)         | Team Tinkoff           | 11 pts |
| 6è                                        | Mark Cavendish (GBR)      | Dimension Data         | 10 pts |
| 7è                                        | André Greipel (GER)       | Lotto Soudal           | 9 pts  |
| 8è                                        | Michael Matthews (AUS)    | Orica-BikeExchange     | 8 pts  |
| 9è                                        | Bryan Coquard (FRA)       | Direct Énergie         | 7 pts  |
| 10è                                       | Fabio Sabatini (ITA)      | Etixx-Quick Step       | 6 pts  |
| 11è                                       | Maximiliano Richeze (ARG) | Etixx-Quick Step       | 5 pts  |
| 12è                                       | Thomas De Gendt (BEL)     | Lotto Soudal           | 4 pts  |
| 13è                                       | Tony Martin (GER)         | Etixx-Quick Step       | 3 pts  |
| 14è                                       | Imanol Erviti (ESP)       | Movistar Team          | 2 pts  |
| 15è                                       | Jesús Herrada (ESP)       | Movistar Team          | 1 pt   |

| Esprint final Angers (km 223,5) |                          |                        |        |
| 1r                              | Mark Cavendish (GBR)     | Dimension Data         | 50 pts |
| 2n                              | André Greipel (GER)      | Lotto Soudal           | 30 pts |
| 3r                              | Bryan Coquard (FRA)      | Direct Énergie         | 20 pts |
| 4t                              | Peter Sagan (SVK)        | Team Tinkoff           | 18 pts |
| 5è                              | Edward Theuns (BEL)      | Trek-Segafredo         | 16 pts |
| 6è                              | Sondre Holst Enger (NOR) | IAM Cycling            | 14 pts |
| 7è                              | Marcel Kittel (GER)      | Etixx-Quick Step       | 12 pts |
| 8è                              | Christophe Laporte (FRA) | Cofidis                | 10 pts |
| 9è                              | Daniel McLay (GBR)       | Fortuneo-Vital Concept | 8 pts  |
| 10è                             | Dylan Groenewegen (NED)  | Team LottoNL-Jumbo     | 7 pts  |
| 11è                             | Alexander Kristoff (NOR) | Team Katusha           | 6 pts  |
| 12è                             | Michael Matthews (AUS)   | Orica-BikeExchange     | 5 pts  |
| 13è                             | John Degenkolb (GER)     | Team Giant-Alpecin     | 4 pts  |
| 14è                             | Davide Cimolai (ITA)     | Lampre-Merida          | 3 pts  |
| 15è                             | Julian Alaphilippe (FRA) | Etixx-Quick Step       | 2 pt   |

### Colls i cotes
| Cota de Villedieu-les-Poêles. 192m. 4a categoria (km 25,5) (1,5 km al 4,4%) |                       |                        |      |
| 1r                                                                          | Armindo Fonseca (FRA) | Fortuneo-Vital Concept | 1 pt |

## Classificacions a la fi de l'etapa

### Classificació general
| \| Classificació general \| Classificació general \| Classificació general \| Classificació general \| Classificació general \| \| Corredor \| Corredor \| Equip \| Temps \| \| \| --------------------- \| --------------------------- \| --------------------- \| --------------------- \| --------------------- \| \| 1r \| Peter Sagan \| Tinkoff \| 14h 34' 36" \| \| \| 2n \| Julian Alaphilippe \| Etixx-Quick Step \| + 8" \| \| \| 3r \| Alejandro Valverde Belmonte \| Movistar Team \| + 10" \| \| \| 4t \| Christopher Froome \| Team Sky \| + 14" \| \| \| 5è \| Warren Barguil \| Giant-Alpecin \| + 14" \| \| \| 6è \| Nairo Quintana Rojas \| Movistar Team \| + 14" \| \| \| 7è \| Roman Kreuziger \| Tinkoff \| + 14" \| \| \| 8è \| Tony Gallopin \| Lotto-Soudal \| + 14" \| \| \| 9è \| Fabio Aru \| Astana \| + 14" \| \| \| 10è \| Daniel Martin \| Etixx-Quick Step \| + 14" \| \| |                             |                  |             |
| |                             |                  |             |
| Font: ProCyclingStats |                             |                  |             |
| Classificació general |                             |                  |             |
| Corredor | Corredor                    | Equip            | Temps       |
| 1r | Peter Sagan                 | Tinkoff          | 14h 34' 36" |
| 2n | Julian Alaphilippe          | Etixx-Quick Step | + 8"        |
| 3r | Alejandro Valverde Belmonte | Movistar Team    | + 10"       |
| 4t | Christopher Froome          | Team Sky         | + 14"       |
| 5è | Warren Barguil              | Giant-Alpecin    | + 14"       |
| 6è | Nairo Quintana Rojas        | Movistar Team    | + 14"       |
| 7è | Roman Kreuziger             | Tinkoff          | + 14"       |
| 8è | Tony Gallopin               | Lotto-Soudal     | + 14"       |
| 9è | Fabio Aru                   | Astana           | + 14"       |
| 10è | Daniel Martin               | Etixx-Quick Step | + 14"       |

### Classificació per punts
|   | Ciclista             | Equip          | Punts |
| - | -------------------- | -------------- | ----- |
| 1 | Mark Cavendish (GBR) | Dimension Data | 123   |
| 2 | Peter Sagan (SVK)    | Team Tinkoff   | 116   |
| 3 | André Greipel (GER)  | Lotto Soudal   | 79    |

### Classificació de la muntanya
|   | Ciclista              | Equip                  | Punts |
| - | --------------------- | ---------------------- | ----- |
| 1 | Jasper Stuyven (BEL)  | Trek-Segafredo         | 4     |
| 2 | Paul Voss (GER)       | Bora-Argon 18          | 2     |
| 3 | Armindo Fonseca (FRA) | Fortuneo-Vital Concept | 1     |

### Classificació del millor jove
|   | Ciclista                 | Equip              | Temps       |
| - | ------------------------ | ------------------ | ----------- |
| 1 | Julian Alaphilippe (BEL) | Etixx-Quick Step   | 14h 34' 44" |
| 2 | Warren Barguil (FRA)     | Team Giant-Alpecin | + 6"        |
| 3 | Wilco Kelderman (NED)    | Team LottoNL-Jumbo | + 6"        |

### Classificació per equips
|    | Equip              | Temps       |
| -- | ------------------ | ----------- |
| 1r | Orica-BikeExchange | 43h 44' 30" |
| 2n | Team Sky           | m.t.        |
| 3r | Movistar Team      | + 21"       |

## Abandonaments
No es produeix cap abandonament durant l'etapa.